# Azereix
Azereix [azəʁɛks] est une commune française située dans le nord-ouest du département des Hautes-Pyrénées, en région Occitanie. Sur le plan historique et culturel, la commune est de l’ancien comté de Bigorre, comté historique des Pyrénées françaises et de Gascogne.
Exposée à un climat océanique altéré, elle est drainée par le Souy, la Géline, le Mardaing, Riu Tort et par divers autres petits cours d'eau. La commune possède un patrimoine naturel remarquable composé de quatre zones naturelles d'intérêt écologique, faunistique et floristique.
Azereix est une commune rurale qui compte 968 habitants en 2022, après avoir connu une forte hausse de la population depuis 1962. Elle fait partie de l'aire d'attraction de Tarbes. Ses habitants sont appelés les Azereixiens ou  Azereixiennes.

## Géographie

### Localisation
La commune d'Azereix se trouve dans le département des Hautes-Pyrénées, en région Occitanie.
Elle se situe à 7 km à vol d'oiseau de Tarbes, préfecture du département, et à 3 km d'Ossun, bureau centralisateur du canton d'Ossun dont dépend la commune depuis 2015 pour les élections départementales.
La commune fait en outre partie du bassin de vie de Tarbes.
Les communes les plus proches sont : 
Juillan (2,7 km), Ibos (2,8 km), Ossun (3,1 km), Louey (4,4 km), Lanne (5,3 km), Odos (5,5 km), Hibarette (6,0 km), Ger (6,1 km).
Sur le plan historique et culturel, Azereix fait partie de l’ancien comté de Bigorre, comté historique des Pyrénées françaises et de Gascogne créé au IXe siècle puis rattaché au domaine royal en 1302, inclus ensuite au comté de Foix en 1425 puis une nouvelle fois rattaché au royaume de France en 1607. La commune est dans le pays de Tarbes et de la Haute Bigorre.
Azereix est limitrophe de cinq autres communes dont Louey au sud-est par un simple quadripoint, sur  l'aéroport de Tarbes-Lourdes-Pyrénées.
| Ger (Pyrénées-Atlantiques) | Ibos    |                            |
|                            | Azereix | Juillan                    |
| Ossun                      |         | Louey (par un quadripoint) |

### Géologie et relief

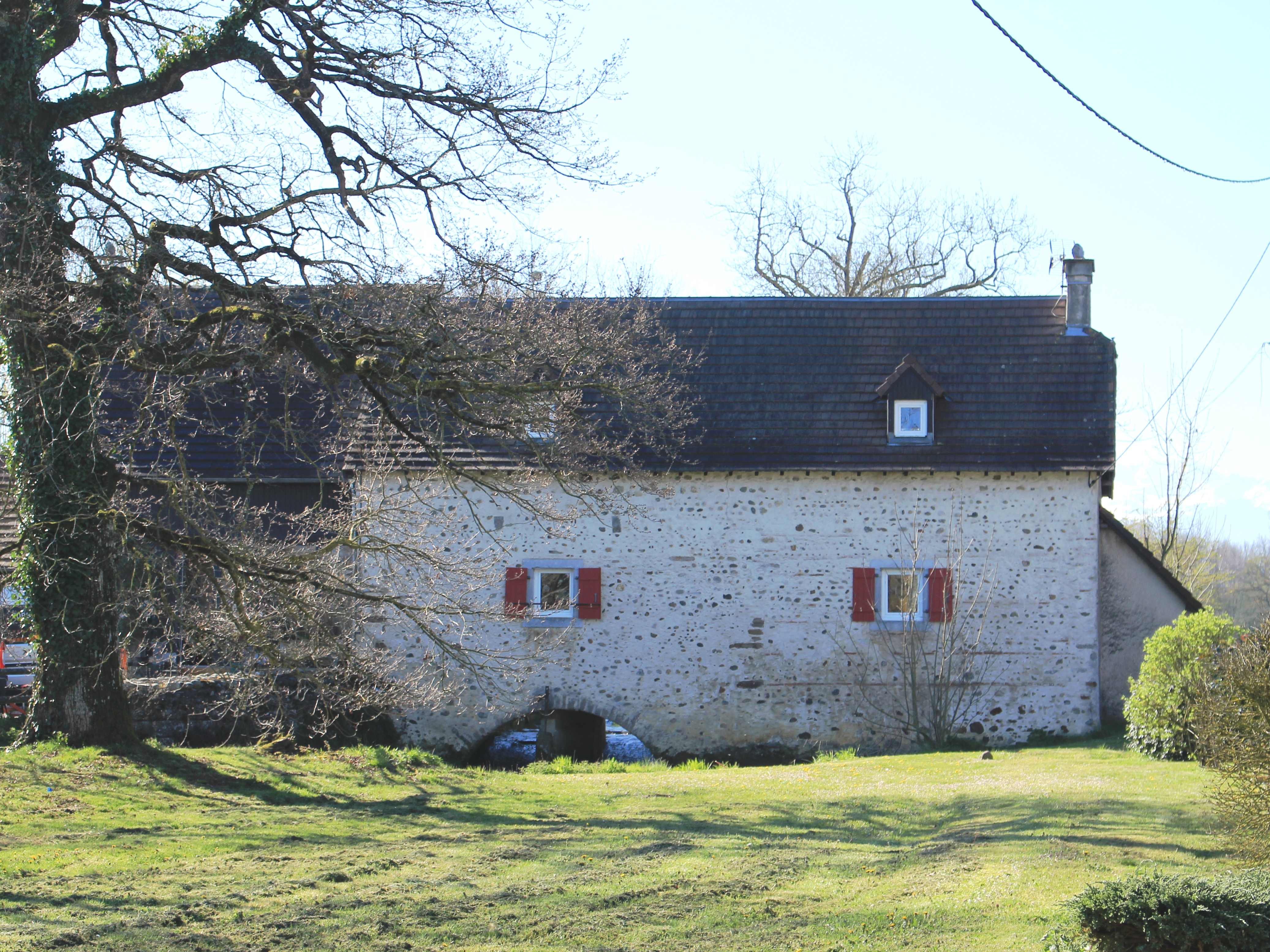
Le moulin en 2021.

La commune d'Azereix est située essentiellement sur une zone de plaine bien qu'elle dispose d'une petite partie en coteau. Elle dispose d'un sol plutôt argileux. Sa faune et sa flore sont très riches et variées.

### Hydrographie
La commune est dans le bassin de l'Adour, au sein du bassin hydrographique Adour-Garonne. Elle est drainée par le Souy, la Géline, le Mardaing, Riu Tort, un bras du Riu Tort et par deux petits cours d'eau, constituant un réseau hydrographique de 16 km de longueur totale,.
Le Souy, d'une longueur totale de 24,7 km, prend sa source dans la commune d'Ossun et s'écoule du sud vers le nord. Il traverse la commune et se jette dans le Luy à Siarrouy, après avoir traversé 8 communes.
La Géline, d'une longueur totale de 20,8 km, prend sa source dans la commune d'Azereix et s'écoule du sud-ouest vers le nord-ouest. Il traverse la commune et se jette dans le canal de Luzerte à Saint-Lézer, après avoir traversé 12 communes.
Le Mardaing, d'une longueur totale de 19 km, prend sa source dans la commune de Bartrès et s'écoule du sud vers le nord. Il traverse la commune et se jette dans le Souy à Bordères-sur-l'Échez, après avoir traversé 5 communes.

### Climat
Le climat est tempéré de type océanique en raison de l'influence proche de l'océan Atlantique situé à peu près 150 km plus à l'ouest. La proximité des Pyrénées fait que la commune profite d'un effet de foehn, il peut aussi y neiger en hiver, même si cela reste inhabituel.
Le tableau ci-dessous indique les valeurs normales de l'ensoleillement, des températures et des précipitations, observées par Météo-France à Ossun, où se trouve la station météorologique de référence pour le département.
| Mois                              | jan.  | fév.  | mars  | avril | mai   | juin  | jui.  | août  | sep.  | oct.  | nov.  | déc.  | année   |
| --------------------------------- | ----- | ----- | ----- | ----- | ----- | ----- | ----- | ----- | ----- | ----- | ----- | ----- | ------- |
| Température minimale moyenne (°C) | 0,6   | 1,3   | 2,7   | 5,2   | 8,3   | 11,6  | 14,1  | 13,9  | 11,7  | 8     | 3,6   | 1,3   | 6,9     |
| Température moyenne (°C)          | 5,3   | 6,1   | 7,8   | 10    | 13,3  | 16,7  | 19,3  | 19    | 17,2  | 13,3  | 8,5   | 5,8   | 11,9    |
| Température maximale moyenne (°C) | 9,9   | 11    | 12,9  | 14,8  | 18,3  | 21,7  | 24,5  | 24    | 22,6  | 18,6  | 13,4  | 10,4  | 16,8    |
| Ensoleillement (h)                | 108,8 | 118,8 | 155,6 | 157,2 | 181,3 | 191,5 | 215,5 | 196,4 | 194,5 | 164,4 | 124,4 | 104,4 | 1 912,8 |
| Précipitations (mm)               | 112,8 | 97,5  | 100,2 | 105,7 | 113,6 | 80,7  | 57,3  | 70,3  | 71    | 85,2  | 93    | 112,1 | 1 099,4 |

### Milieux naturels et biodiversité
L’inventaire des zones naturelles d'intérêt écologique, faunistique et floristique (ZNIEFF) a pour objectif de réaliser une couverture des zones les plus intéressantes sur le plan écologique, essentiellement dans la perspective d’améliorer la connaissance du patrimoine naturel national et de fournir aux différents décideurs un outil d’aide à la prise en compte de l’environnement dans l’aménagement du territoire.
Trois ZNIEFF de type 1 sont recensées sur la commune :
- le « bois des collines de l'ouest tarbais » (3 095 ha), couvrant 13 communes dont deux dans les Pyrénées-Atlantiques et 11 dans les Hautes-Pyrénées[13] ;
- les « landes humides du plateau de Ger » (805 ha), couvrant 5 communes dont deux dans les Pyrénées-Atlantiques et trois dans les Hautes-Pyrénées[14],
- le « réseau hydrographique de l'Échez » (392 ha), couvrant 26 communes dont trois dans les Pyrénées-Atlantiques et 23 dans les Hautes-Pyrénées[15] ;

et une ZNIEFF de type 2, : 
le « plateau de Ger et coteaux de l'ouest tarbais » (6 409 ha), couvrant 26 communes dont six dans les Pyrénées-Atlantiques et 20 dans les Hautes-Pyrénées.

## Urbanisme

### Typologie
Au 1er janvier 2024, Azereix est catégorisée bourg rural, selon la nouvelle grille communale de densité à sept niveaux définie par l'Insee en 2022.
Elle est située hors unité urbaine. Par ailleurs la commune fait partie de l'aire d'attraction de Tarbes, dont elle est une commune de la couronne,. Cette aire, qui regroupe 153 communes, est catégorisée dans les aires de 50 000 à moins de 200 000 habitants,.

### Occupation des sols
L'occupation des sols de la commune, telle qu'elle ressort de la base de données européenne d’occupation biophysique des sols Corine Land Cover (CLC), est marquée par l'importance des territoires agricoles (55,4 % en 2018), une proportion sensiblement équivalente à celle de 1990 (55,9 %). La répartition détaillée en 2018 est la suivante : 
terres arables (39,5 %), forêts (19,3 %), milieux à végétation arbustive et/ou herbacée (14,7 %), zones agricoles hétérogènes (8,1 %), prairies (7,8 %), zones urbanisées (5,8 %), zones humides intérieures (2,7 %), zones industrielles ou commerciales et réseaux de communication (1,6 %), mines, décharges et chantiers (0,6 %).
L'IGN met par ailleurs à disposition un outil en ligne permettant de comparer l’évolution dans le temps de l’occupation des sols de la commune (ou de territoires à des échelles différentes). Plusieurs époques sont accessibles sous forme de cartes ou photos aériennes : la carte de Cassini (XVIIIe siècle), la carte d'état-major (1820-1866) et la période actuelle (1950 à aujourd'hui).

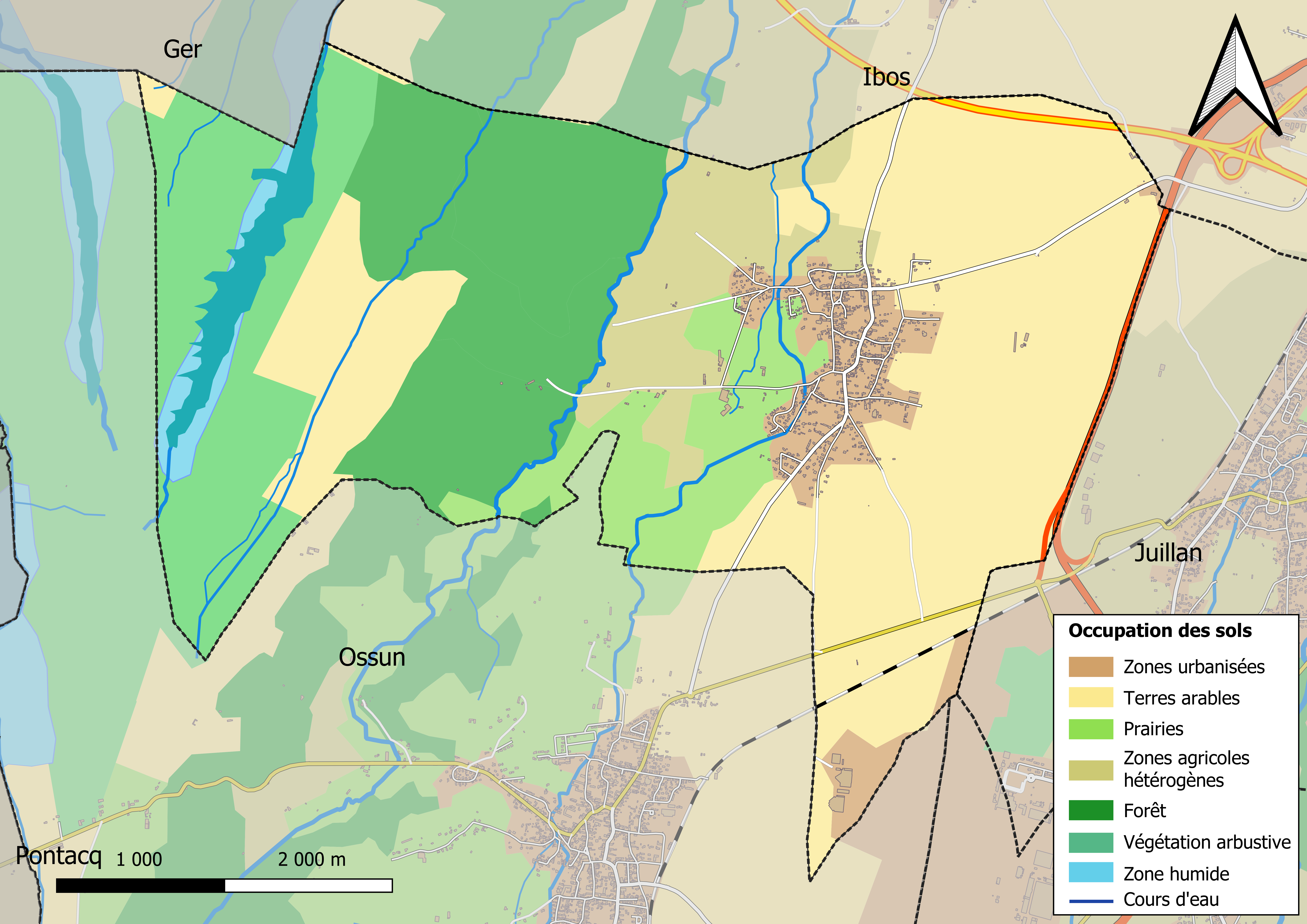
Carte des infrastructures et de l'occupation des sols en 2018 (CLC) de la commune.
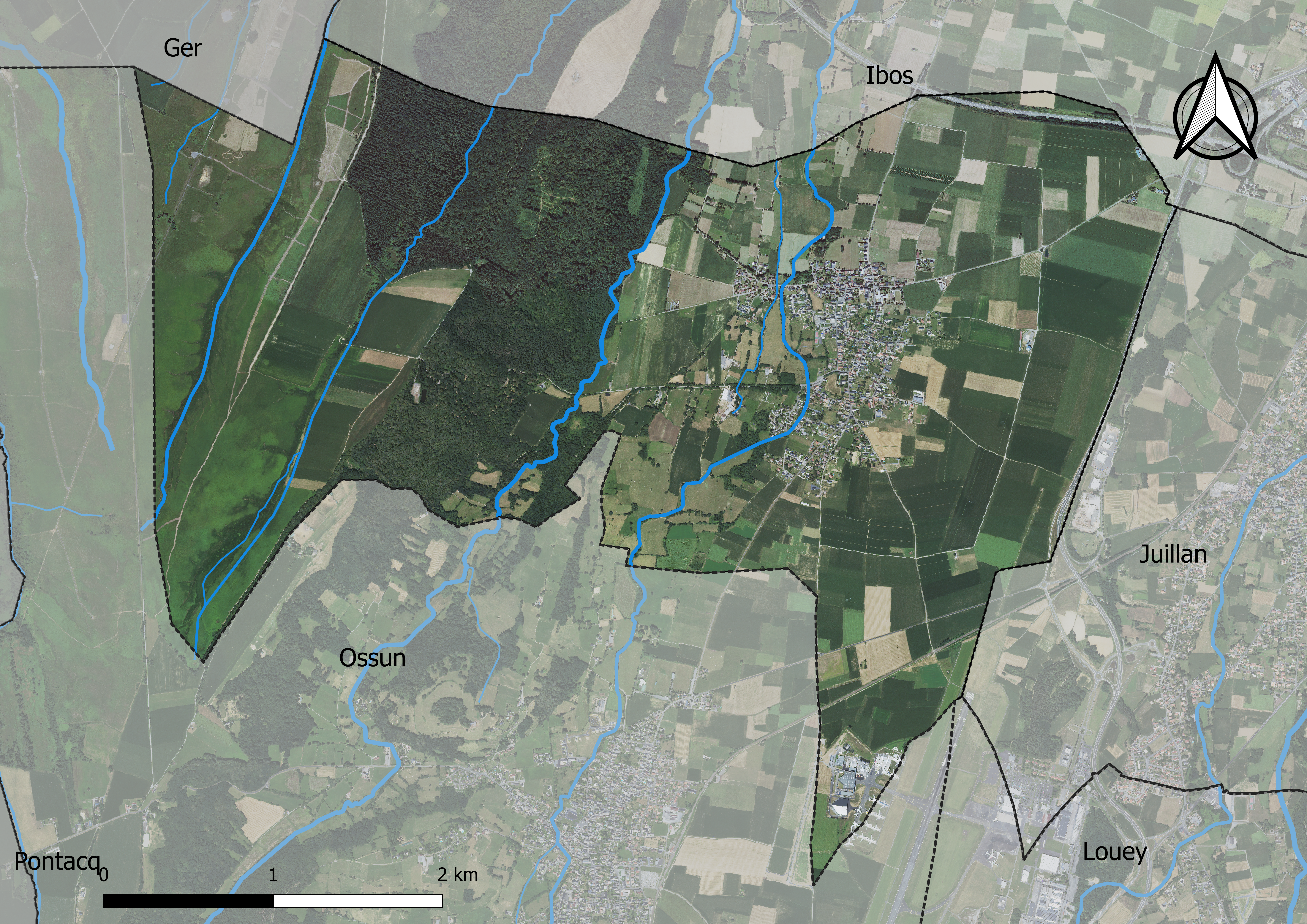
Carte orthophotogrammétrique de la commune.

### Logement
En 2012, le nombre total de logements dans la commune est de 453.

Parmi ces logements, 88.5  % sont des résidences principales, 8.2  % des résidences secondaires et 3.3  % des logements vacants.

### Voies de communication et transports
Cette commune est desservie par la route départementale D 936 et D 305 et est traversée par l'autoroute A64.

### Risques majeurs
Le territoire de la commune d'Azereix est vulnérable à différents aléas naturels : météorologiques (tempête, orage, neige, grand froid, canicule ou sécheresse), inondations, feux de forêts, mouvements de terrains et séisme (sismicité moyenne). Il est également exposé à un risque technologique, le transport de matières dangereuses. Un site publié par le BRGM permet d'évaluer simplement et rapidement les risques d'un bien localisé soit par son adresse soit par le numéro de sa parcelle.

#### Risques naturels
Certaines parties du territoire communal sont susceptibles d’être affectées par le risque d’inondation par débordement de cours d'eau, notamment le Souy, le Mardaing et le Géline. La cartographie des zones inondables en ex-Midi-Pyrénées réalisée dans le cadre du XIe Contrat de plan État-région, visant à informer les citoyens et les décideurs sur le risque d’inondation, est accessible sur le site de la DREAL Occitanie. La commune a été reconnue en état de catastrophe naturelle au titre des dommages causés par les inondations et coulées de boue survenues en 1982, 1999 et 2009,.
Azereix est exposée au risque de feu de forêt. Un plan départemental de protection des forêts contre les incendies a été approuvé par arrêté préfectoral le 21 avril 2020 pour la période 2020-2029. Le précédent couvrait la période 2007-2017. L’emploi du feu est régi par deux types de réglementations. D’abord le code forestier et l’arrêté préfectoral du 27 octobre 2014, qui réglementent l’emploi du feu à moins de 200 m des espaces naturels combustibles sur l’ensemble du département. Ensuite celle établie dans le cadre de la lutte contre la pollution de l’air, qui interdit le brûlage des déchets verts des particuliers. L’écobuage est quant à lui réglementé dans le cadre de commissions locales d’écobuage (CLE).

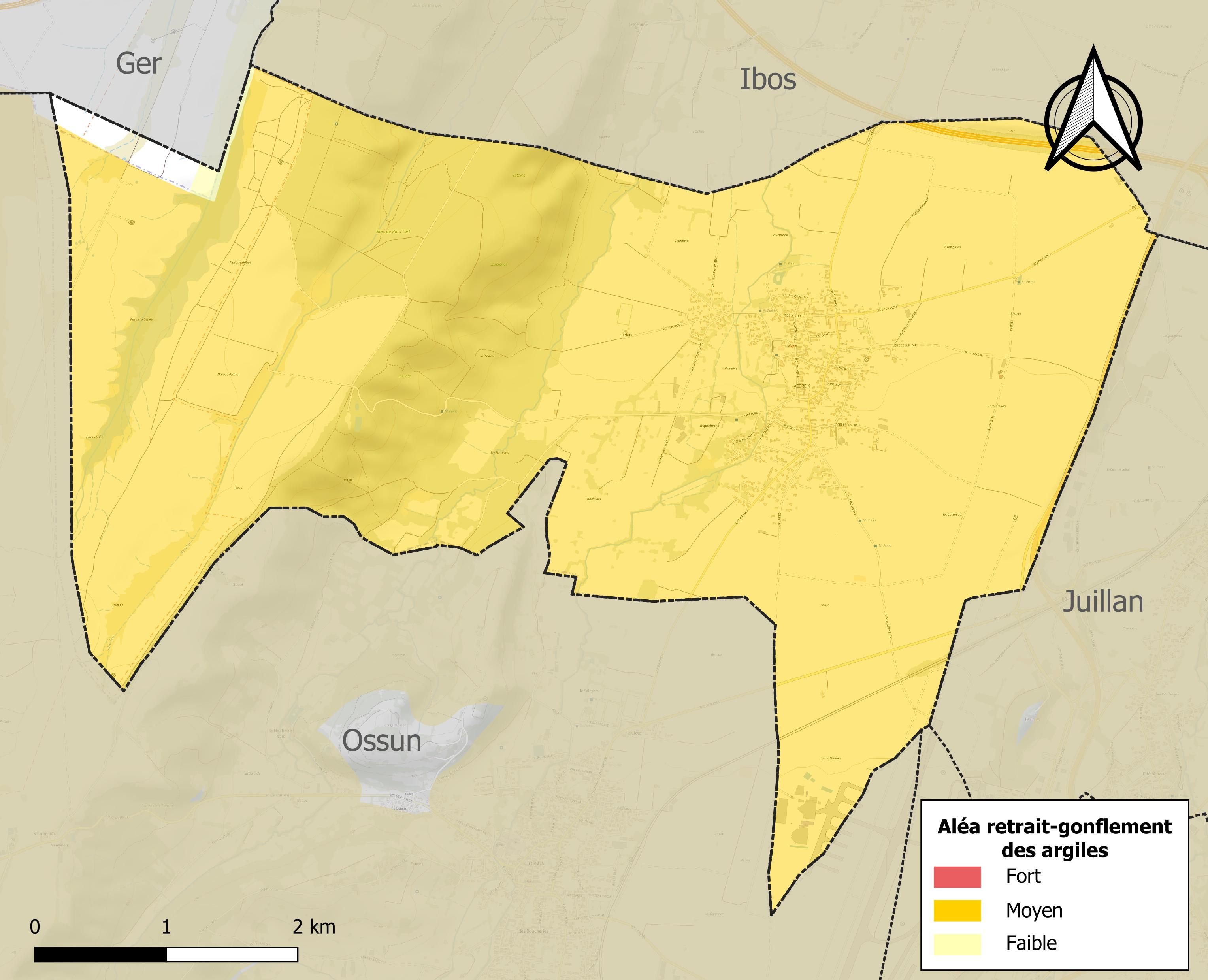
Carte des zones d'aléa retrait-gonflement des sols argileux d'Azereix.

Les mouvements de terrains susceptibles de se produire sur la commune sont des tassements différentiels.
Le retrait-gonflement des sols argileux est susceptible d'engendrer des dommages importants aux bâtiments en cas d’alternance de périodes de sécheresse et de pluie. 99,8 % de la superficie communale est en aléa moyen ou fort (44,5 % au niveau départemental et 48,5 % au niveau national). Sur les 418 bâtiments dénombrés sur la commune en 2019, 418 sont en aléa moyen ou fort, soit 100 %, à comparer aux 75 % au niveau départemental et 54 % au niveau national. Une cartographie de l'exposition du territoire national au retrait gonflement des sols argileux est disponible sur le site du BRGM,.
Par ailleurs, afin de mieux appréhender le risque d’affaissement de terrain, l'inventaire national des cavités souterraines permet de localiser celles situées sur la commune.
Concernant les mouvements de terrains, la commune a été reconnue en état de catastrophe naturelle au titre des dommages causés par des mouvements de terrain en 1999.

#### Risque technologique
Le risque de transport de matières dangereuses sur la commune est lié à sa traversée par une route à fort trafic, une ligne de chemin de fer et une canalisation de transport d'hydrocarbures. Un accident se produisant sur de telles infrastructures est susceptible d’avoir des effets graves sur les biens, les personnes ou l'environnement, selon la nature du matériau transporté. Des dispositions d’urbanisme peuvent être préconisées en conséquence.

## Toponymie

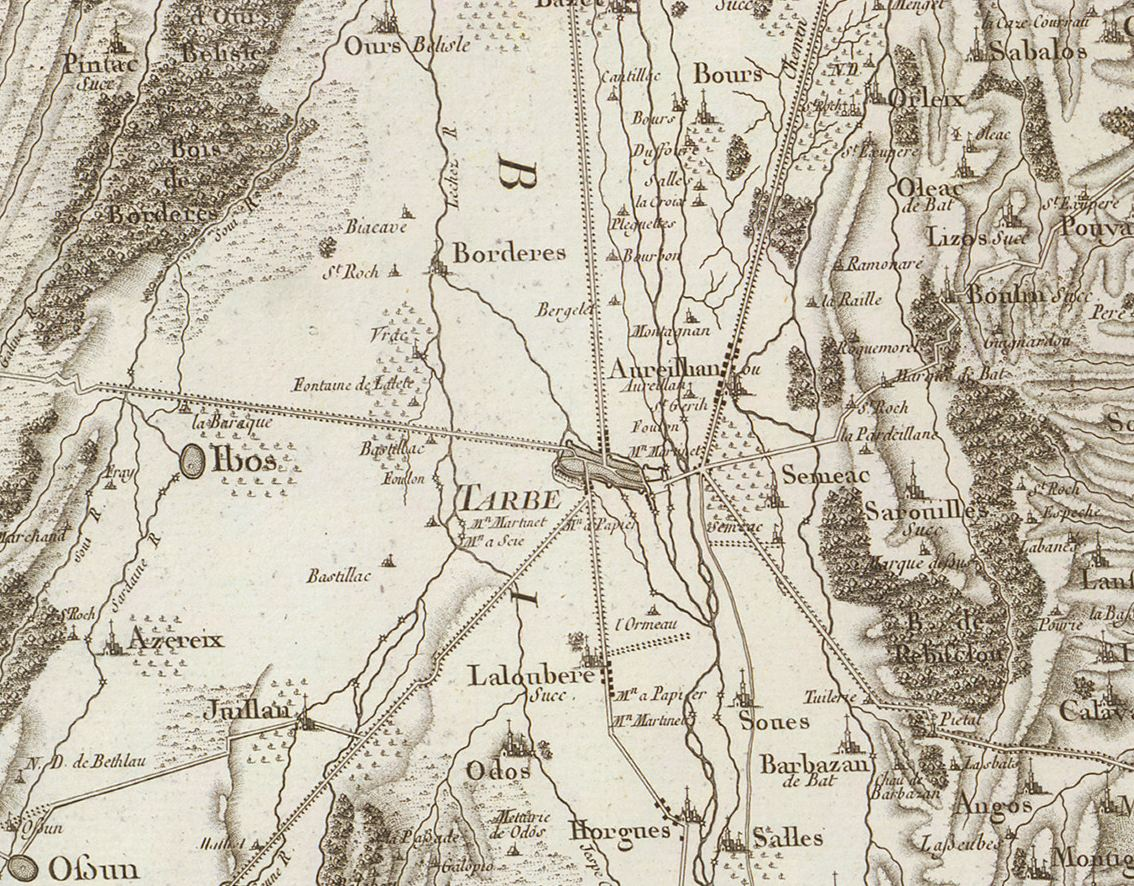
Extrait de la carte de Cassini (entre 1756 et 1789) situant Azereix au sud ouest de Tarbes

On trouvera les principales informations dans le Dictionnaire toponymique des communes des Hautes-Pyrénées de Michel Grosclaude et Jean-François Le Nail qui rapporte les dénominations historiques du village :
Dénominations historiques :
- de Iserasco, latin (v. 1083, cartulaire de Saint-Pé ; 1095, ibid. ; v. 1106, ibid. ; etc.).
- Raymundus Guilhelmi de Ezeresio, latin (v. 1110, cartulaires Bigorre).
- D-Azareix, D-Azereix, D-Azerereix, Azereis, Exereix, Ezereix , (XIIe s., cartulaires Bigorre).
- Azereix, (v. 1200-1230, cartulaires Bigorre ; 1285, montre Bigorre).
- De Azareyshio, apud Azereyshium, latin (1300, enquête Bigorre).
- De Azerexio, latin (1313, Debita regi Navarre).
- De Azerechio, latin (1342, pouillé de Tarbes).
- de Aserexio, latin (1379, procuration Tarbes).
- Azerex, Aserex, a-Serex, a-Zereyx, a-Zerex, (1429, censier de Bigorre).
- Assere, (1541, ADPA, B 1010).
- Azereix, (1614, Guillaume Mauran).
- Azereix, (fin XVIIIe siècle, carte de Cassini).

Nom occitan : Asereish.

## Histoire

### Cadastre napoléonien d'Azereix
Le plan cadastral napoléonien d' Azereix est consultable sur le site des archives départementales des Hautes-Pyrénées

## Politique et administration

### Tendances politiques et résultats
En 2014 le maire est réélu sur une liste unique présentée sans étiquette et la presse proclame les résultats sous l'étiquette P.R.G. qu'aucun élu n'a démentie. C'est sous cette étiquette 100% PRG que le maire sera candidat aux départementales de mars 2015 où il sera battu en ne réunissant qu'une minorité des inscrits de son propre village.

### Liste des maires

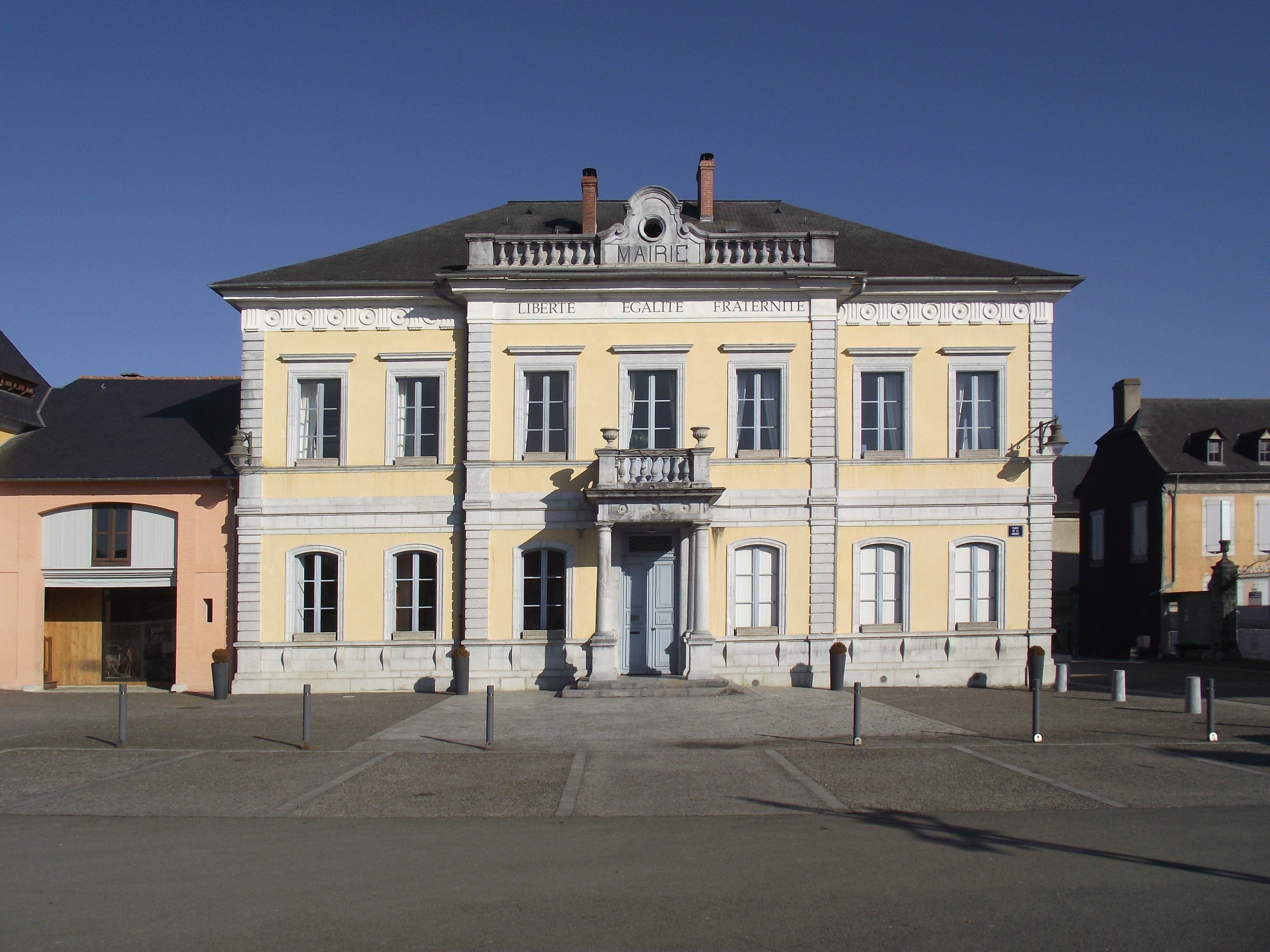
La Mairie.

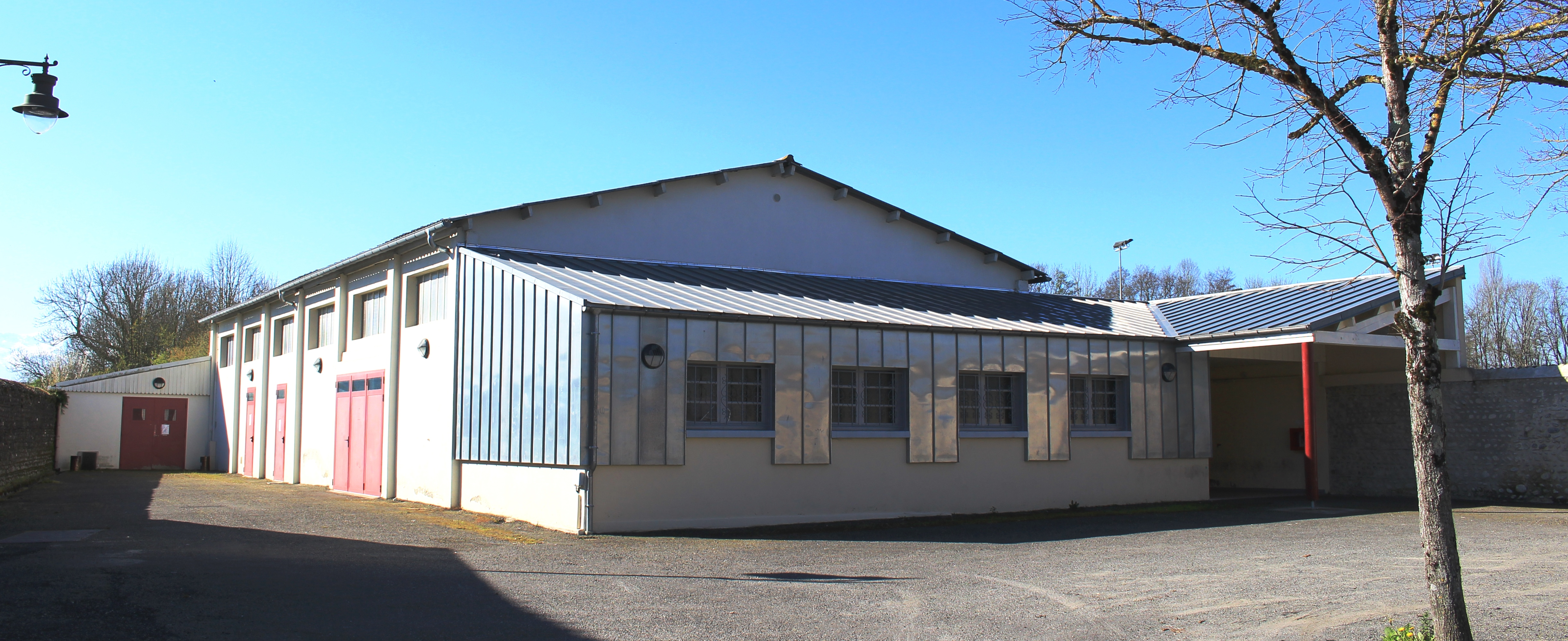
Le foyer rural en 2021.

| Période                                  | Période   | Identité      | Étiquette | Qualité  |
| ---------------------------------------- | --------- | ------------- | --------- | -------- |
| Les données manquantes sont à compléter. |           |               |           |          |
|                                          |           |               |           |          |
| mars 1965                                | mars 1977 | Joseph Bayle  | SE        |          |
| mars 1977                                | mars 2020 | Michel Ricaud | DVD       | Retraité |
| mars 2020                                | en cours  | Serge Cieutat |           |          |

### Rattachements administratifs et électoraux

#### Historique administratif
Pays et sénéchaussée de Bigorre, quarteron de Tarbes, marquisat d'Ossun, canton d'Ossun (depuis 1790).

#### Intercommunalité
Azereix appartient à la Communauté d'agglomération Tarbes-Lourdes-Pyrénées créée en janvier 2017 et qui réunit 86 communes.

## Population et société

### Démographie

#### Évolution démographique
| 1793 | 1800 | 1806 | 1821 | 1831  | 1836  | 1841  | 1846  | 1851 |
| ---- | ---- | ---- | ---- | ----- | ----- | ----- | ----- | ---- |
| 720  | 788  | 787  | 982  | 1 004 | 1 008 | 1 026 | 1 041 | 967  |

| 1856  | 1861 | 1866 | 1876 | 1881 | 1886 | 1891 | 1896 | 1901 |
| ----- | ---- | ---- | ---- | ---- | ---- | ---- | ---- | ---- |
| 1 050 | 977  | 965  | 901  | 882  | 878  | 864  | 852  | 820  |

| 1906 | 1911 | 1921 | 1926 | 1931 | 1936 | 1946 | 1954 | 1962 |
| ---- | ---- | ---- | ---- | ---- | ---- | ---- | ---- | ---- |
| 795  | 773  | 648  | 608  | 591  | 592  | 556  | 563  | 535  |

| 1968 | 1975 | 1982 | 1990 | 1999 | 2006 | 2011  | 2016 | 2021 |
| ---- | ---- | ---- | ---- | ---- | ---- | ----- | ---- | ---- |
| 570  | 672  | 783  | 911  | 906  | 955  | 1 017 | 989  | 973  |

| 2022 | - | - | - | - | - | - | - | - |
| ---- | - | - | - | - | - | - | - | - |
| 968  | - | - | - | - | - | - | - | - |

### Enseignement

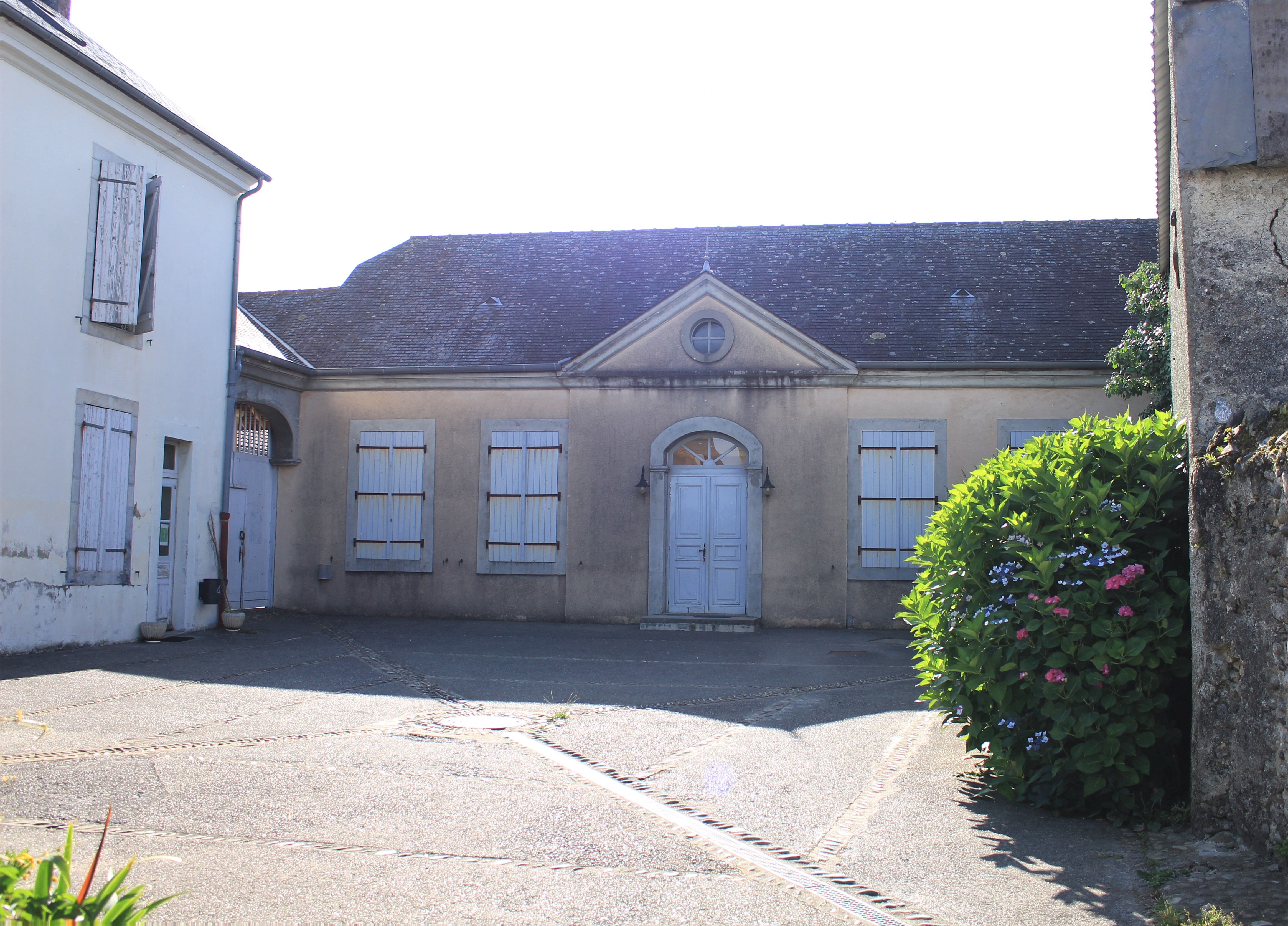
L'école primaire en 2023.

La commune dépend de l'académie de Toulouse. Elle dispose d’une école en 2017.
- École primaire.

### Manifestations culturelles et festivités
- Les Conscrits
Cette association assure l'animation du village depuis environ 30 ans. Jadis appelée « Foyer des Jeunes d'Azereix », l'association est devenue depuis 2007 « Les Conscrits d'Azereix ».
Le dernier week-end du mois de janvier, elle assure les festivités liées au patron du village saint Fructueux. Les Conscrits perdurent aujourd'hui et sont devenus l'association phare du village qui organise les manifestations de la vie locale comme le feu de la Saint-Jean, qui se déroule le dernier week-end de juin, avec d'ordinaire un grand buffet suivi d'un bal.

### Sports
- : Depuis 2017, le village n'a plus de club de rugby. L'Union Sportive Azerexienne a été absorbée par le club rival le Rugby Club Ossunois. Cette entité est dénommée Union Sportive du Mardaing.

Sélection de vues des équipements sportifs
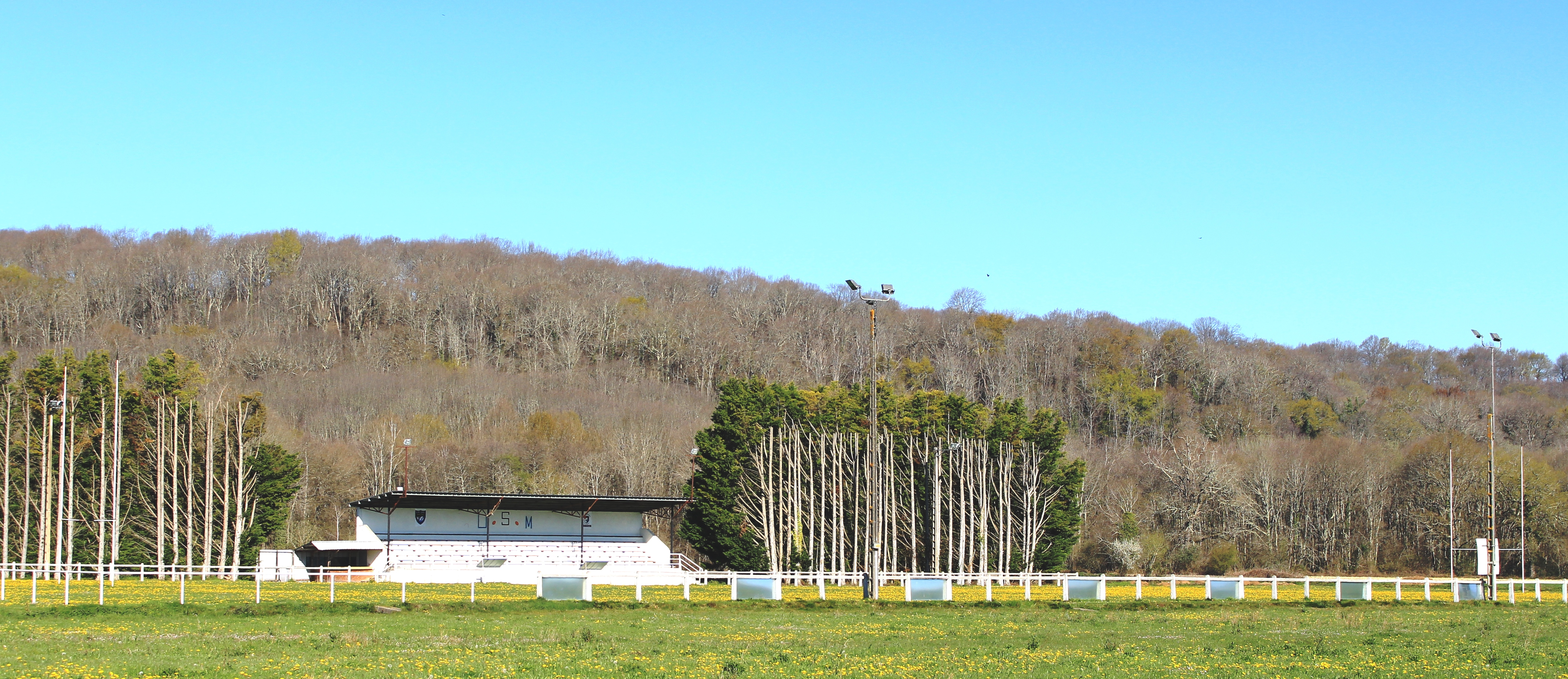
Le stade de rugby en 2021.
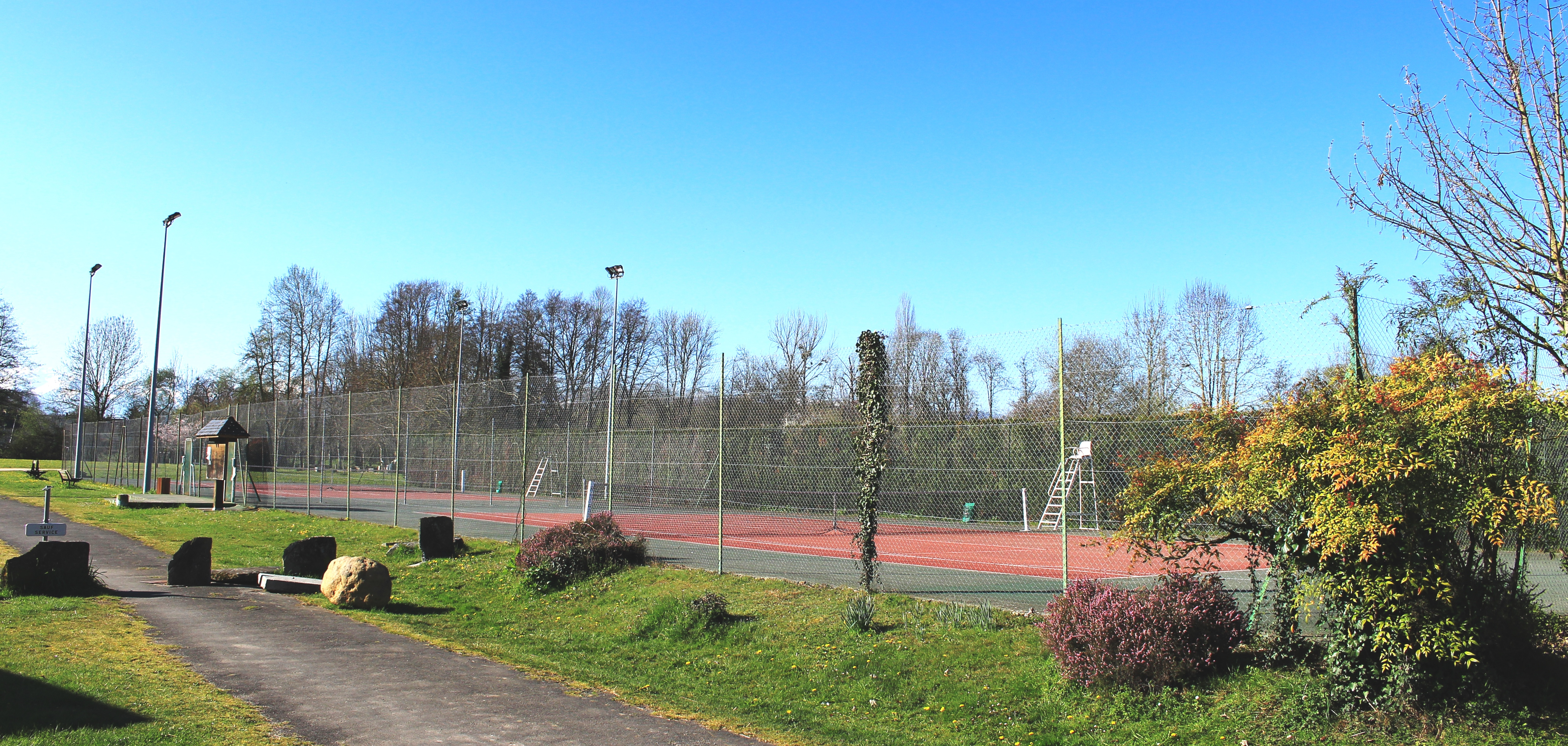
Court de tennis en 2021.

## Économie

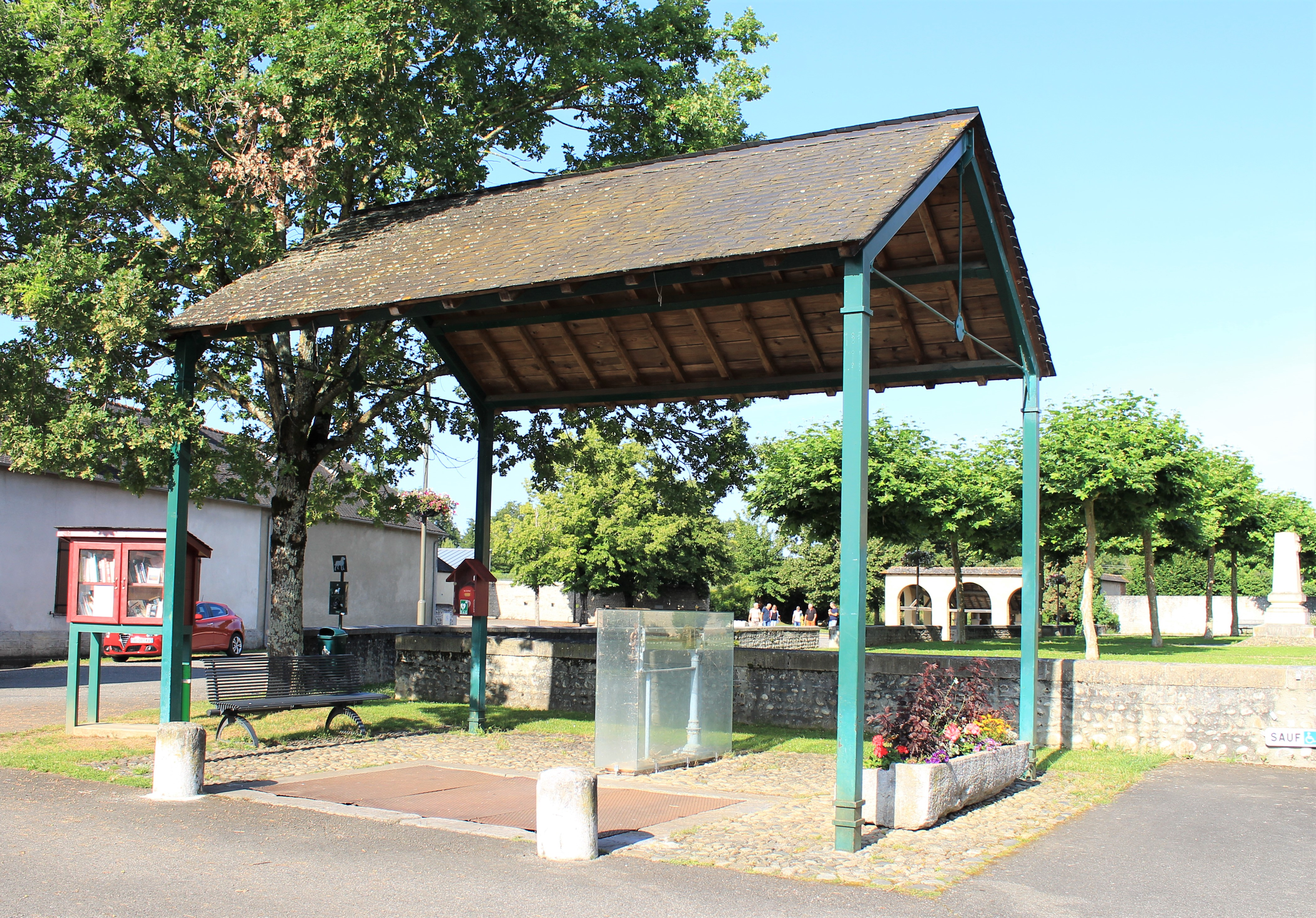
L'ancienne bascule en 2023.

### Revenus
En 2018, la commune compte 413 ménages fiscaux, regroupant 973 personnes. La médiane du revenu disponible par unité de consommation est de 23 890 € (20 420 € dans le département).

### Emploi
|                | 2008  | 2013  | 2018  |
| -------------- | ----- | ----- | ----- |
| Commune        | 6,4 % | 4,7 % | 6,4 % |
| Département    | 7,7 % | 9,4 % | 9,8 % |
| France entière | 8,3 % | 10 %  | 10 %  |

En 2018, la population âgée de 15 à 64 ans s'élève à 594 personnes, parmi lesquelles on compte 72,2 % d'actifs (65,8 % ayant un emploi et 6,4 % de chômeurs) et 27,8 % d'inactifs,. Depuis 2008, le taux de chômage communal (au sens du recensement) des 15-64 ans est inférieur à celui de la France et du département.
La commune fait partie de la couronne de l'aire d'attraction de Tarbes, du fait qu'au moins 15 % des actifs travaillent dans le pôle,. Elle compte 256 emplois en 2018, contre 152 en 2013 et 136 en 2008. Le nombre d'actifs ayant un emploi résidant dans la commune est de 397, soit un indicateur de concentration d'emploi de 64,4 % et un taux d'activité parmi les 15 ans ou plus de 52 %.
Sur ces 397 actifs de 15 ans ou plus ayant un emploi, 58 travaillent dans la commune, soit 15 % des habitants. Pour se rendre au travail, 89,6 % des habitants utilisent un véhicule personnel ou de fonction à quatre roues, 2 % les transports en commun, 4,7 % s'y rendent en deux-roues, à vélo ou à pied et 3,7 % n'ont pas besoin de transport (travail au domicile).

## Culture locale et patrimoine

### Lieux et monuments
Vers le milieu du XIXe siècle, le conseil municipal décida l'abattage de la forêt qui s'étendait de la chapelle Saint-Roch jusqu'aux berges du Souy. La vente permit la construction de la mairie qui débuta en 1868[réf. nécessaire].

### Demeures remarquables
Azereix possède un très bel ensemble de maisons traditionnelles dont l'une est inscrite partiellement aux Monuments Historiques.

### Patrimoine rural
On compte deux lavoirs : le lavoir de Cap-vath, à côté de l'église (qui est inscrit au monument historique), et celui de Cap-sus.

Sélection de vues des lavoirs municipaux
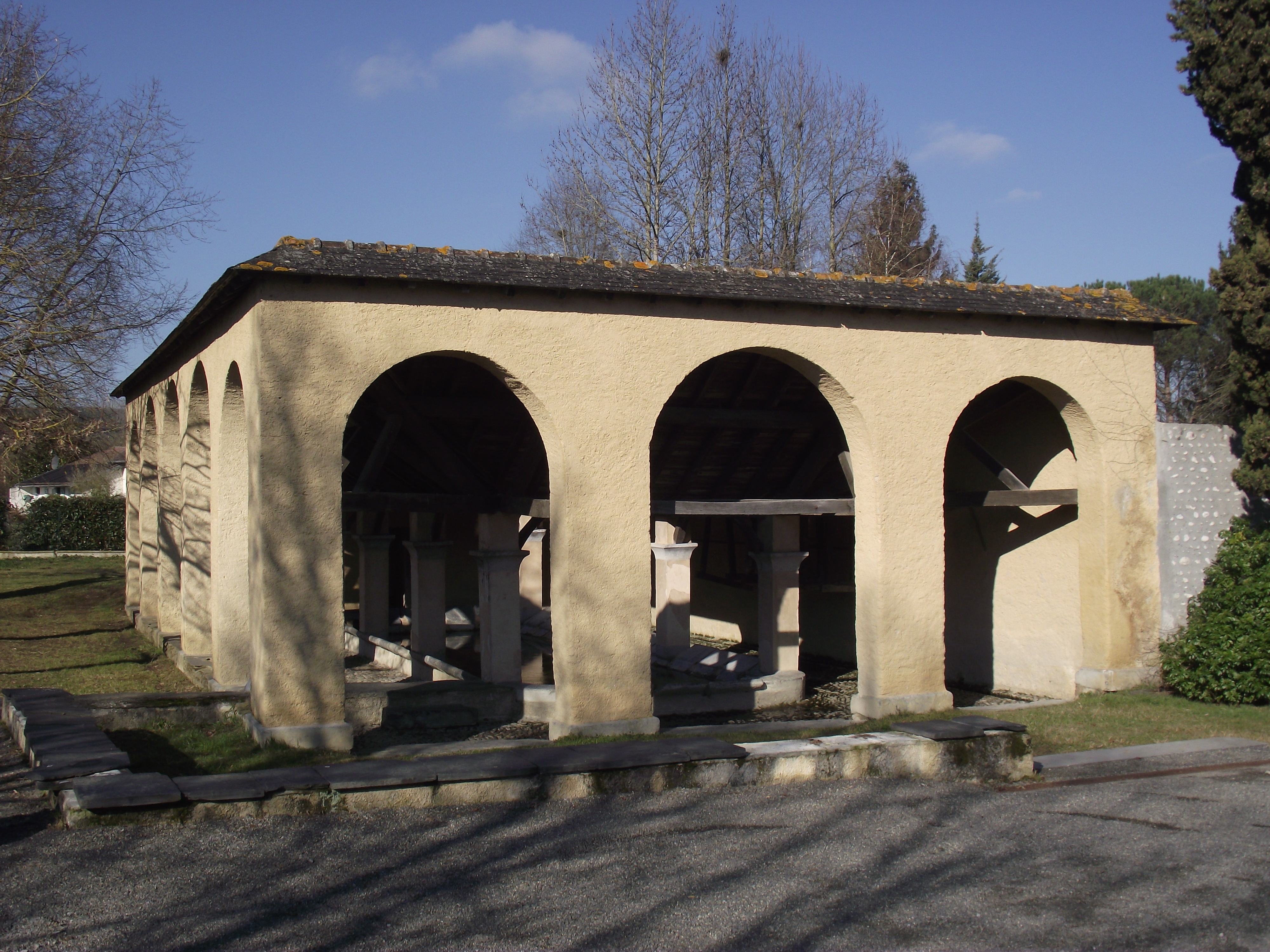
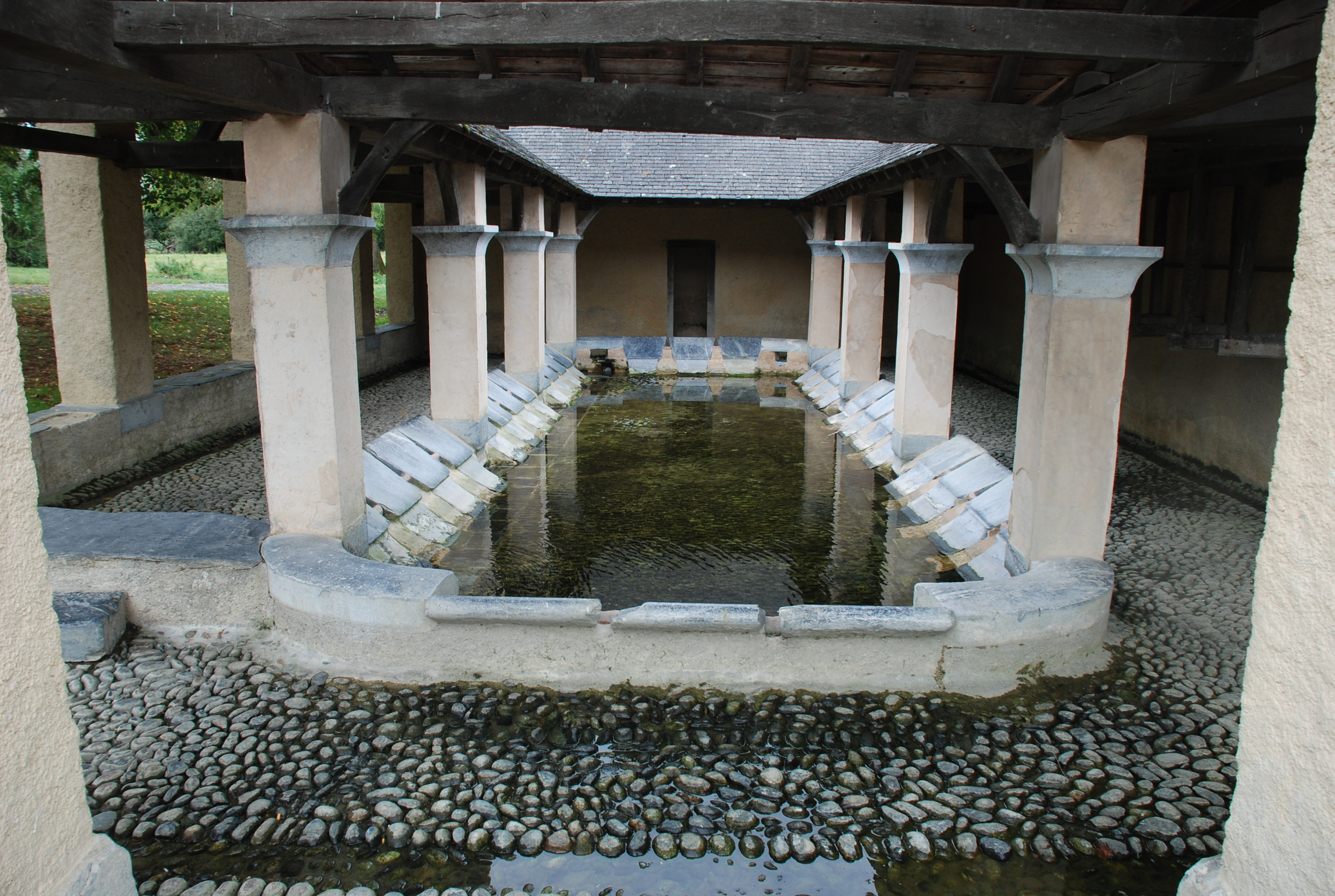
Lavoir de Cap-vath à côté de l'église.
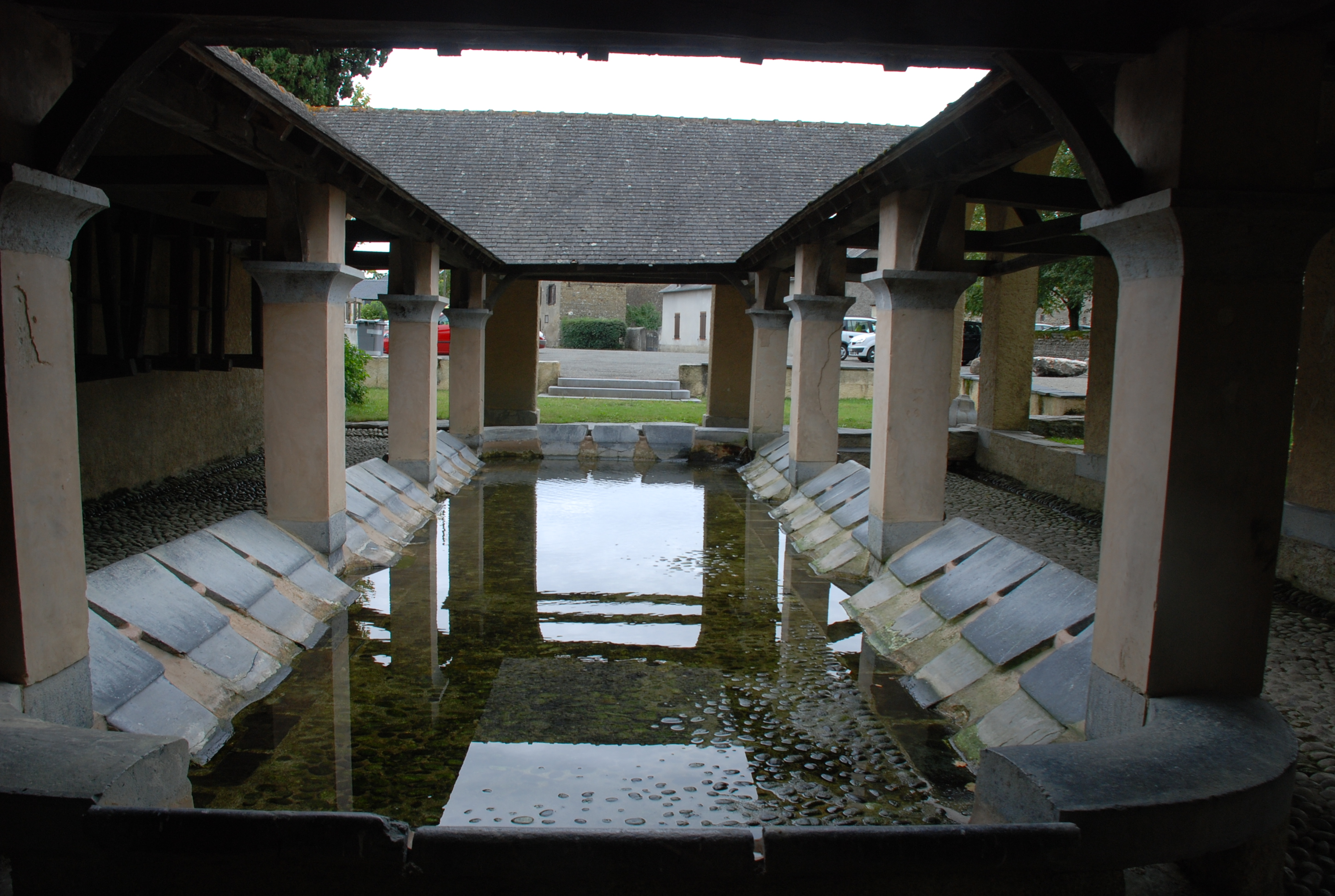
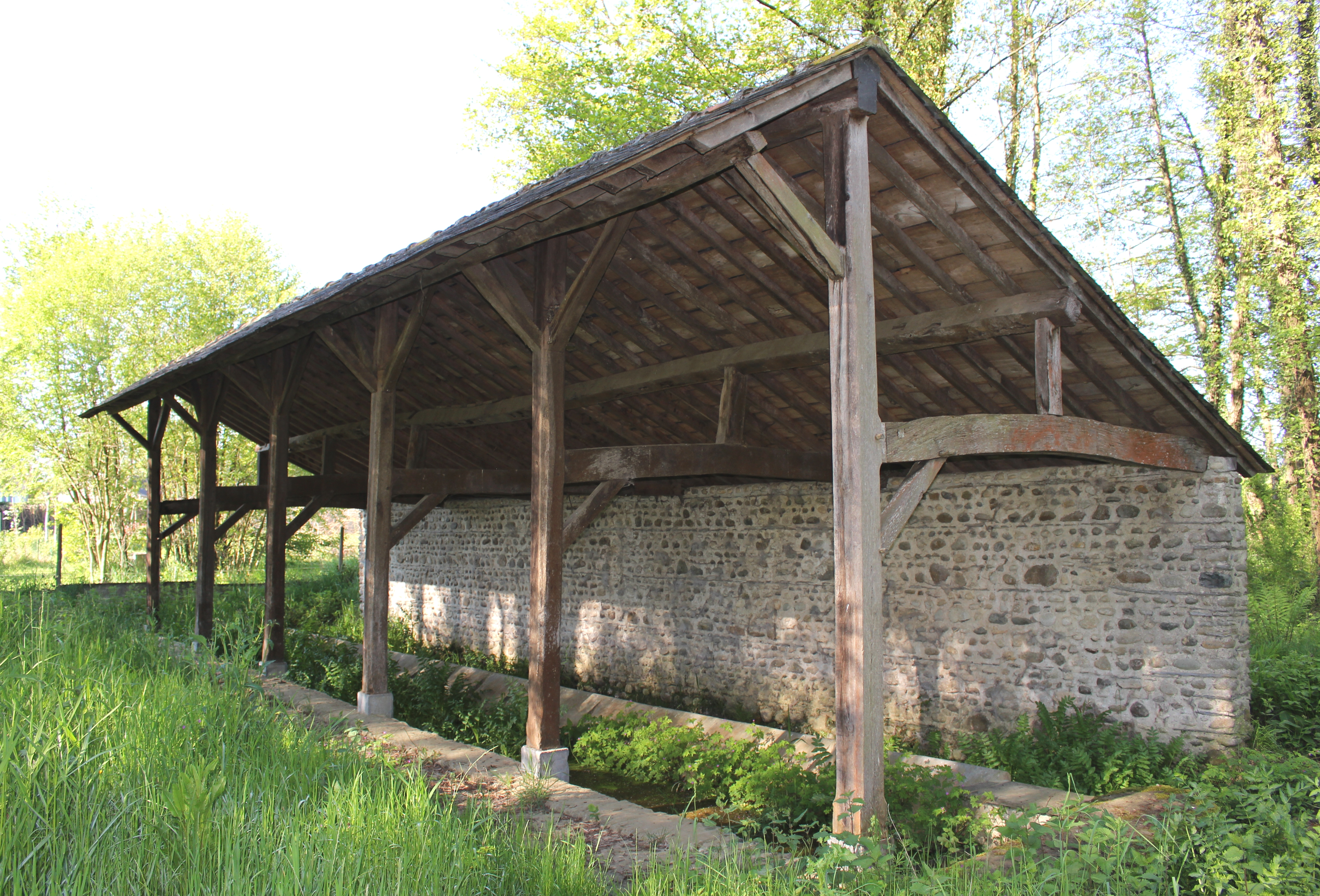
Lavoir de Cap-sus.

Deux moulins se trouvent sur le Mardaing, celui de Cap-sus et celui de Cap-vath vers le quartier Saint-Roch.
Le Moulin de La Moule (en ruine), enjambe un bras du Souy, au lieu-dit la Moule.

### Patrimoine religieux
- L'église Saint-Fructueux

L'église paroissiale Saint-Fructueux d'Azereix édifiée durant le XVe siècle, a été inscrite à l'inventaire des monuments historiques en 1979.
Elle possède un portail remarquable en anse de panier. L'intérieur de l'église affiche un style de la période baroque exprimant un retour aux ordres classiques : colonnes doriques, voûte en plein cintre, arcs de cercle.
Les voûtes supportées par d'importants murs épais ont nécessité des contreforts qui ont conduit à la création de chapelles latérales. Ce style baroque se retrouve dans le chœur de l'église avec le tabernacle, la chaire, les peintures et statues ainsi que les barrières séparant le chœur du reste de l'église. Vers 1760, les murs intérieurs furent peints dans l'imitation du marbre. Les fonts baptismaux en pierre de taille dateraient de 1825.
Plusieurs objets sont référencés dans la base Palissy dont le tableau du maître-autel et son cadre : Le Christ en croix.
Ce tableau du XVIIIe siècle qui orne le retable du maître-autel est l'œuvre du peintre Amélie de Selve (née Amélie Bruyer ~1816-1897, épouse Amable Désiré Jean Pierre de Selve), qui semble avoir été active comme copiste autour de 1850, exécutant plusieurs copies de tableaux religieux destinées à être déposées dans des églises. Le dossier de la série F21 aux Archives Nationales consacré à Amélie de Selve indique que son mari, capitaine employé à Saint-Thomas-d'Aquin, est mort avant l' époque à laquelle elle aurait eu droit à une pension. Elle semble alors s'être consacrée à la copie institutionnelle pour subvenir à ses besoins. Ce Christ en croix ou Calvaire avec sainte Madeleine est une réplique d'un tableau d'Antoon Van Dyck exécuté vers 1622 pour le maître-autel de l'église des jésuites de Bergues-Saint-Winnocq. Acquis par Louis XV en 1749, le tableau est aujourd'hui conservé au musée du Louvre (Inv. 1766).
- La Chapelle Saint-Roch d'Azereix, petit oratoire restauré[44].

### Galerie

Sélection de vues diverses
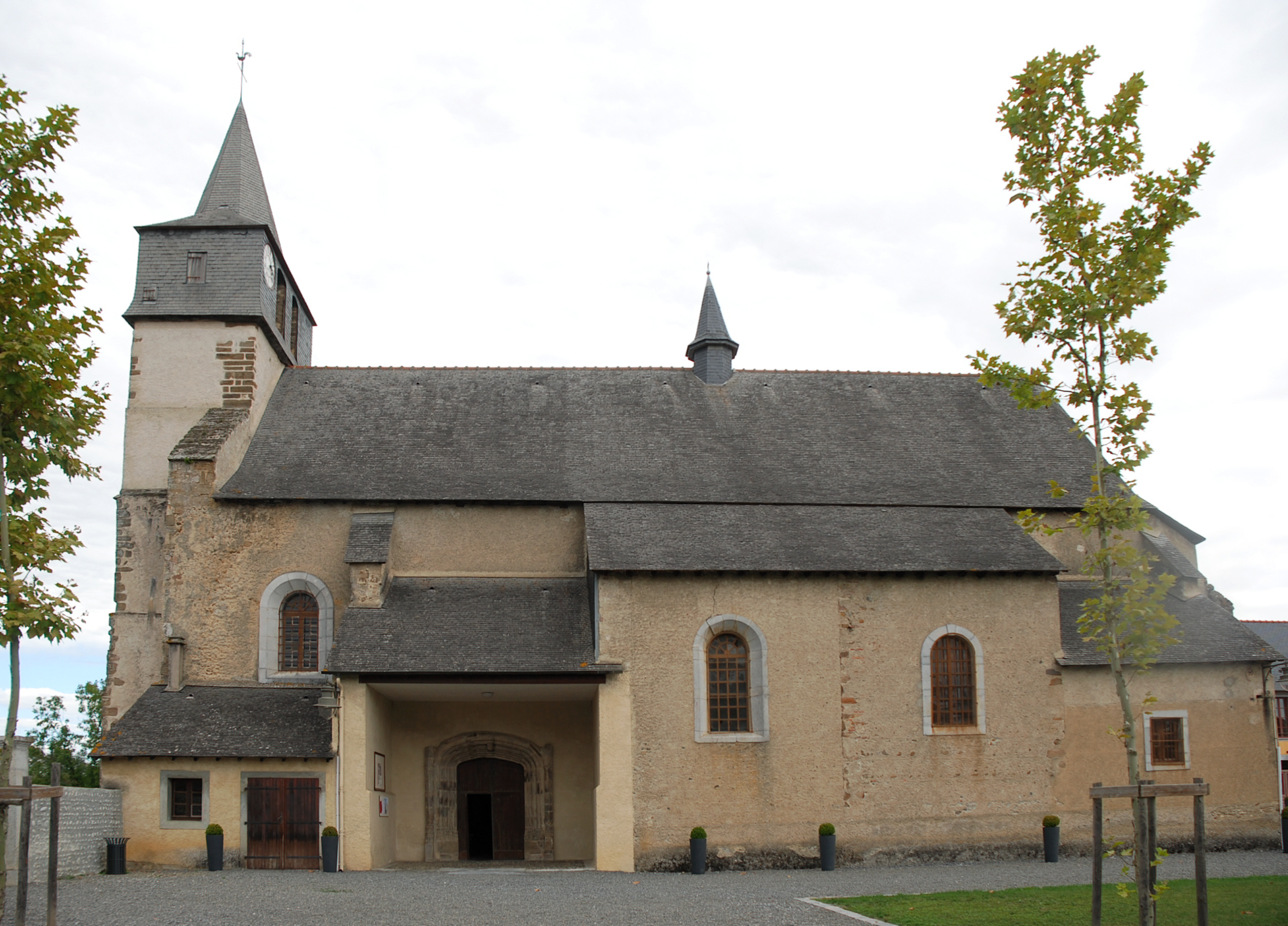
L'église Saint-Fructueux.
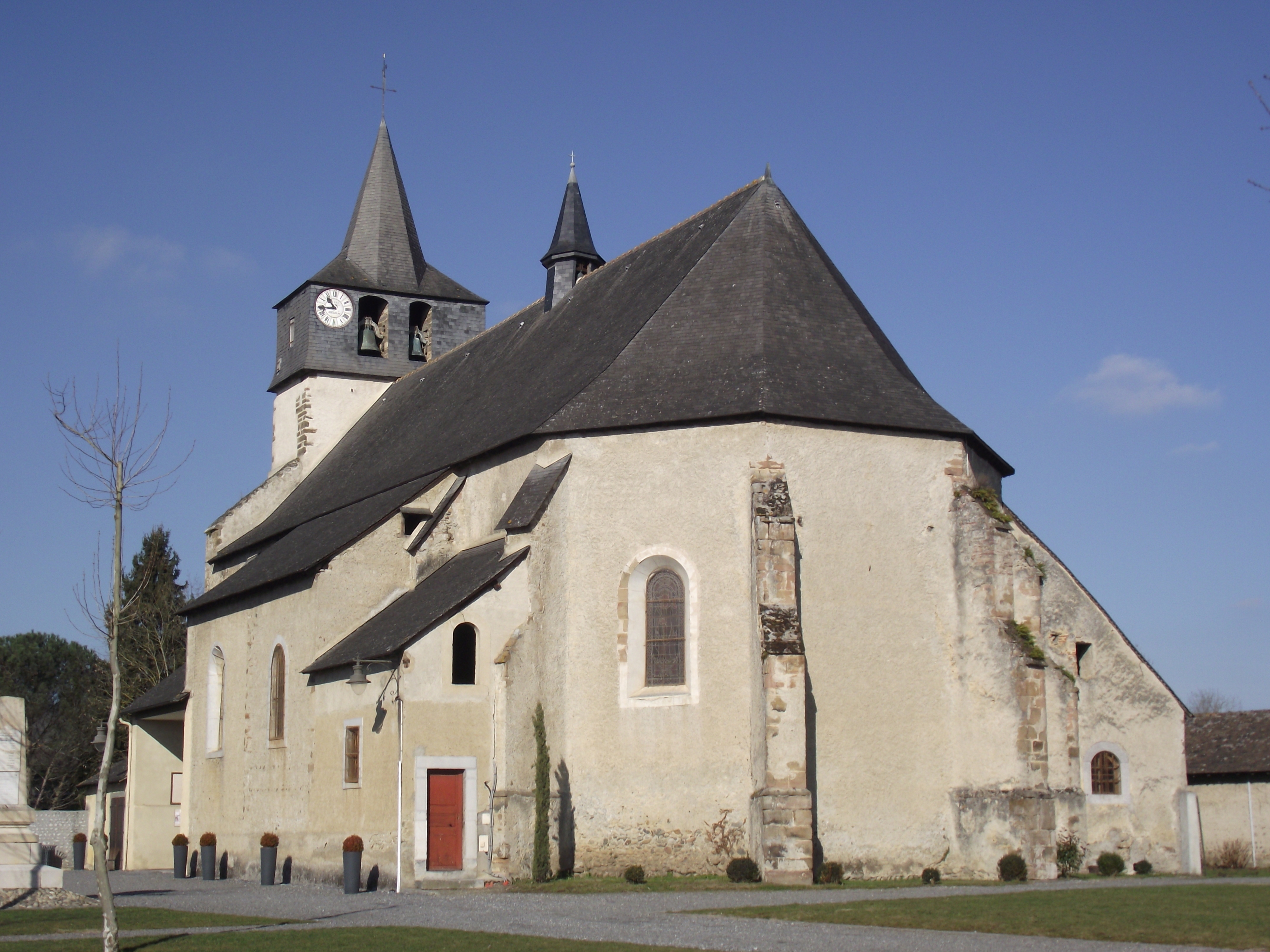
L'église Saint-Fructueux.
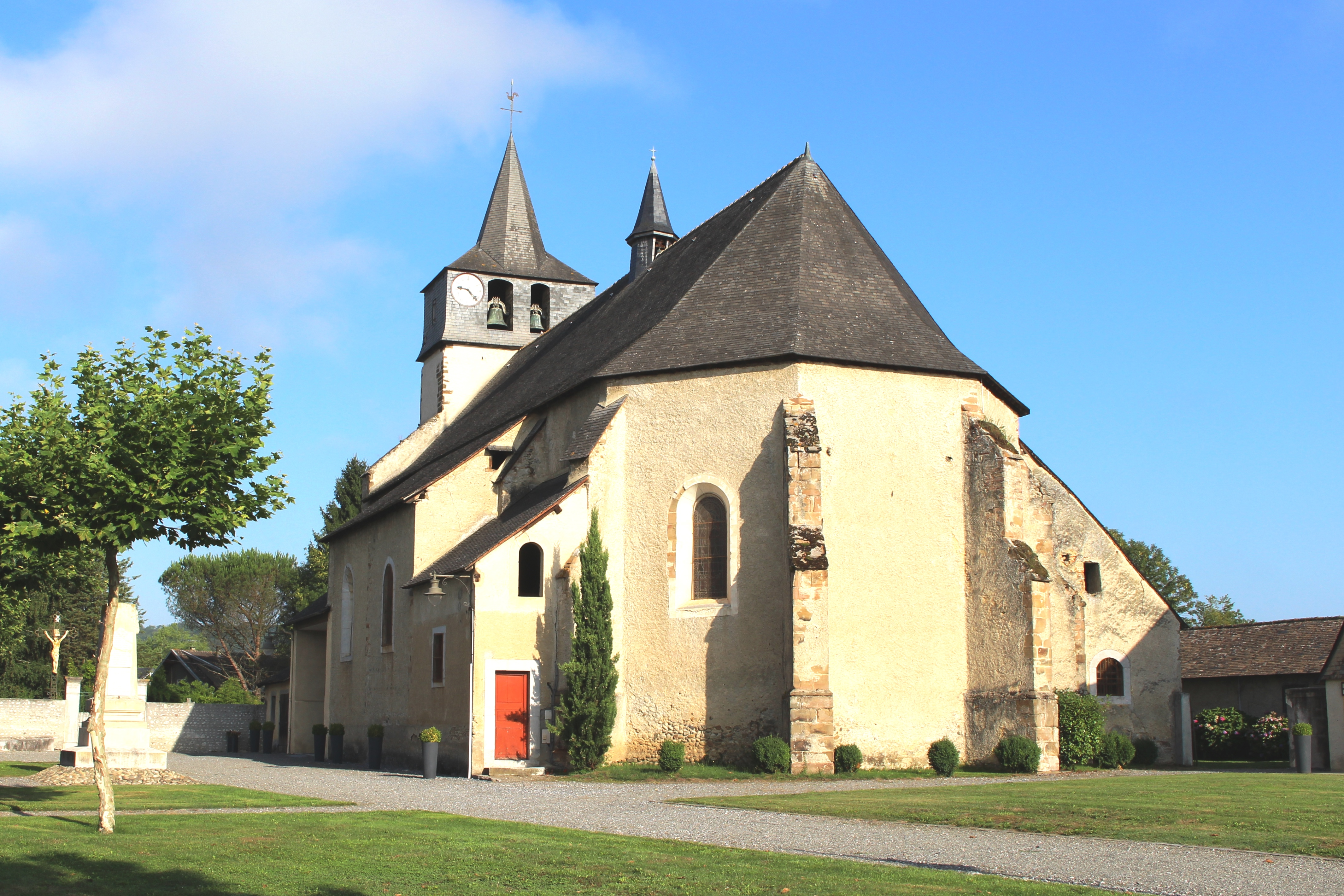
L'église Saint-Fructueux en 2015.
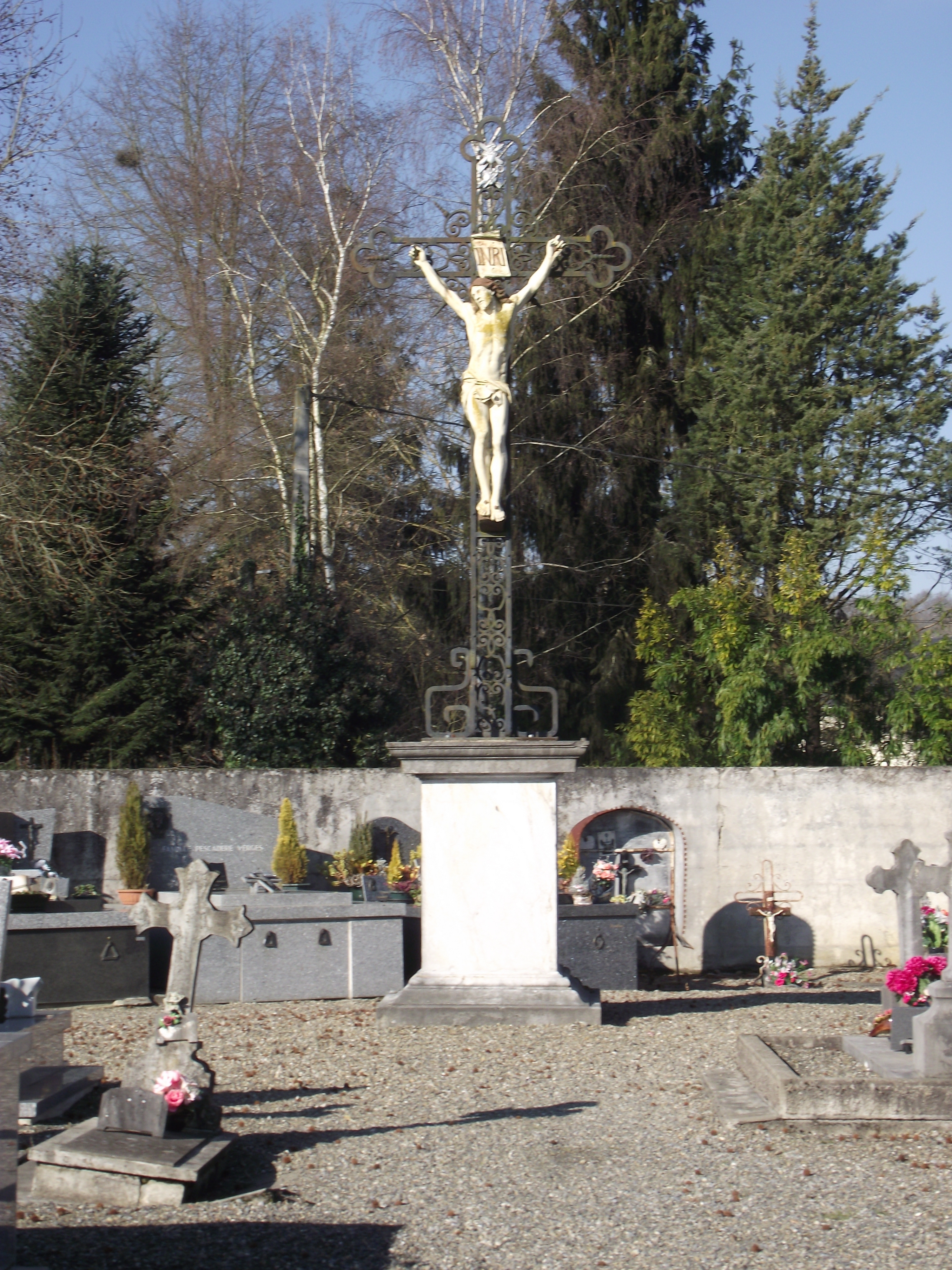
Une croix monumentale de la crucifixion de Jésus
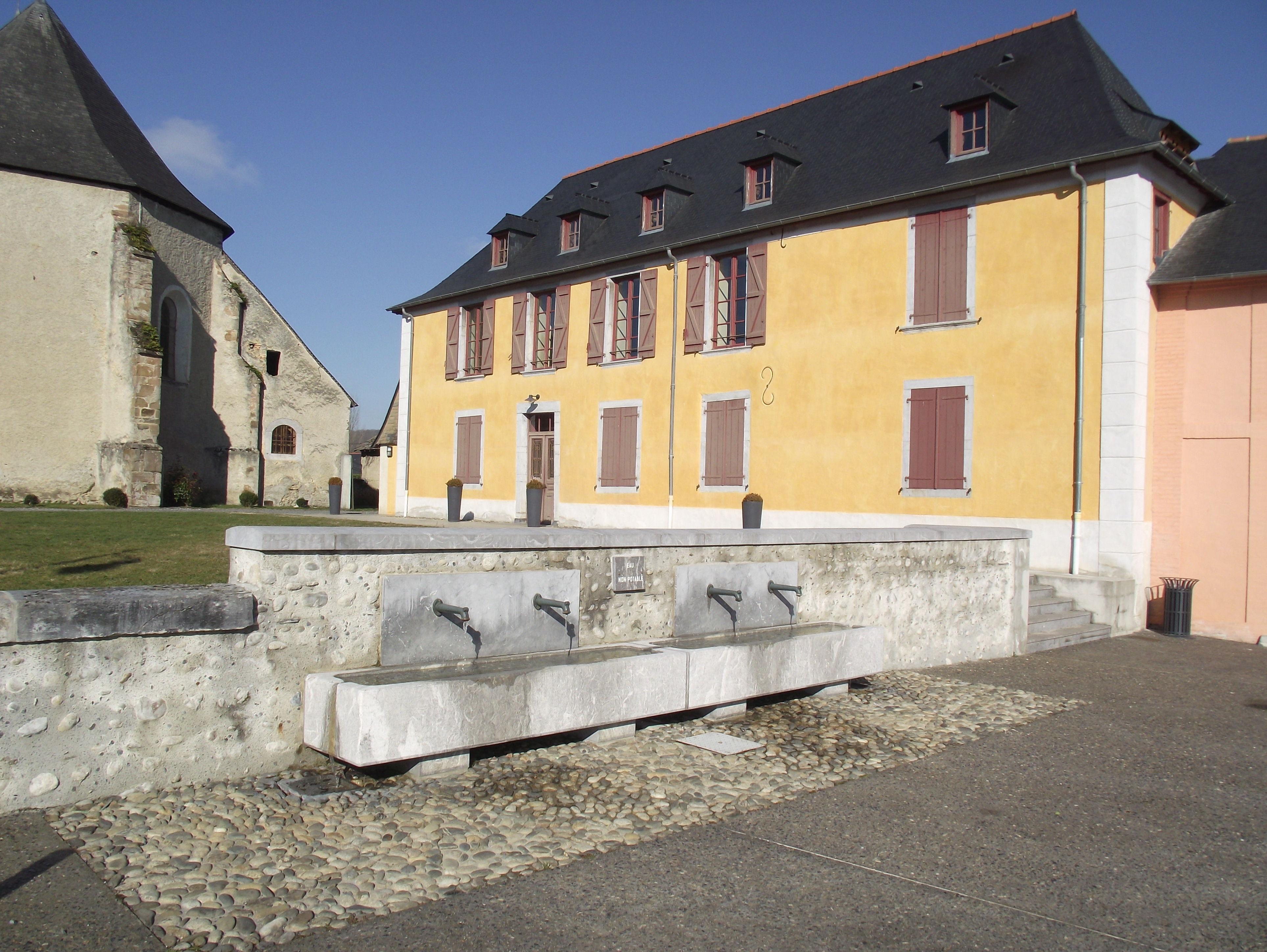
L'ancien presbytère.
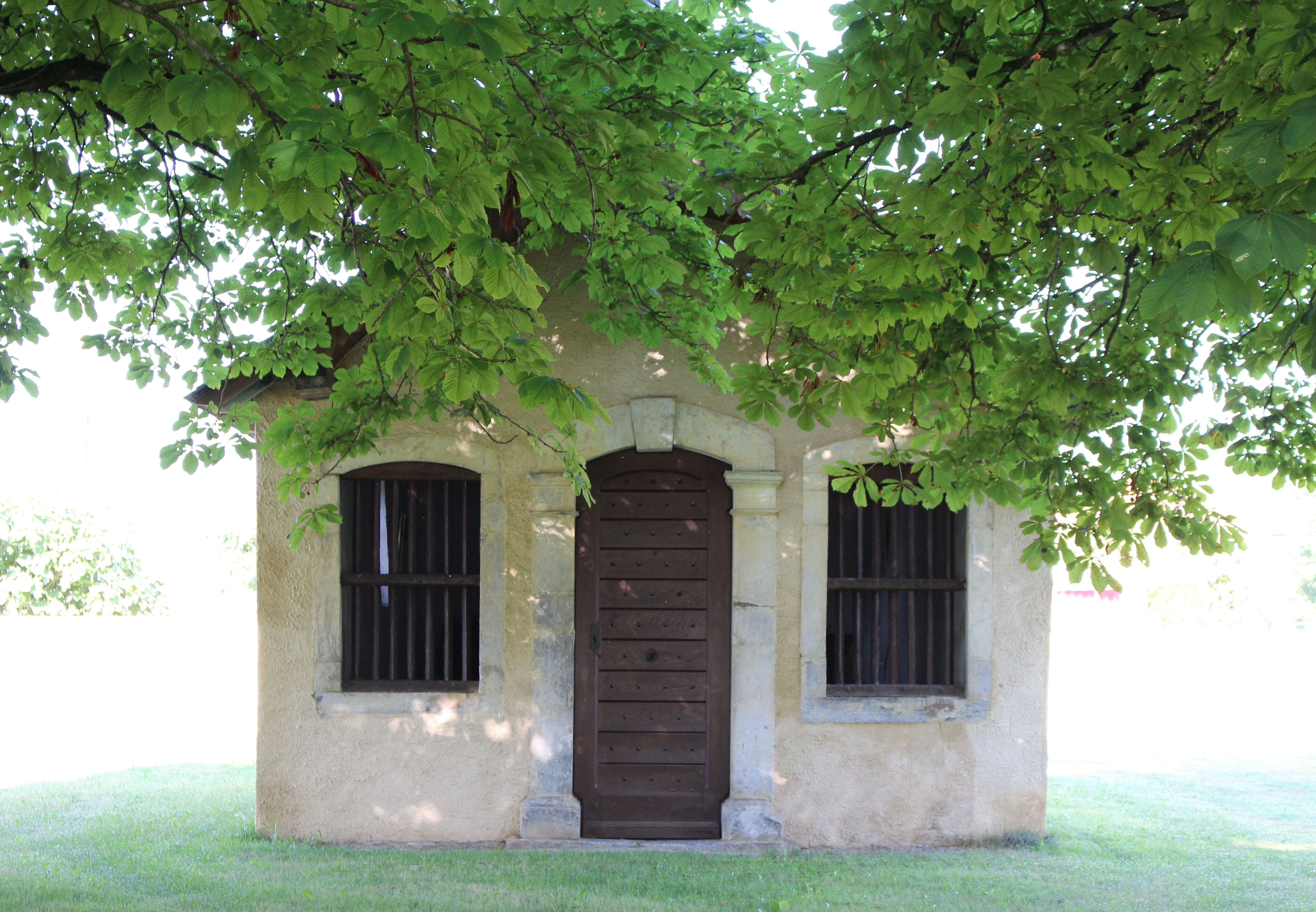
La chapelle Saint-Roch en 2015.
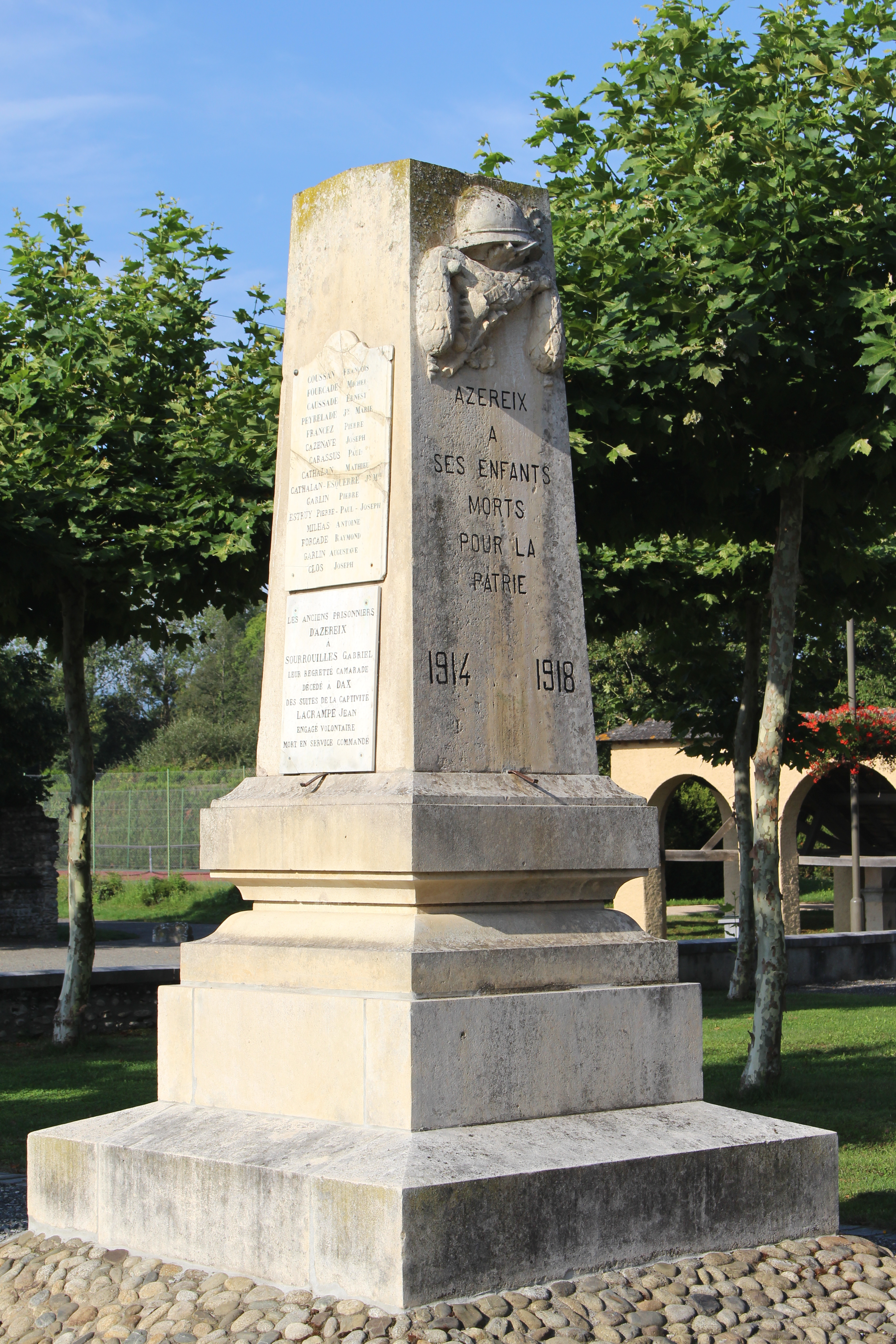
Le monument aux morts municipal.

### Héraldique
| Blason de Azereix | Blason  | D'azur au mouton paissant d'argent sur une terrasse herbeuse de sinople, au chef cousu de gueules* chargé d'une croix pattée de huit pointes pommetées d'or accostée des inscriptions FRUC et TUEU en lettres capitales de sable*. |
| Blason de Azereix | Détails | * Ces armes emploient le terme « cousu » dans le seul but de contrevenir à la règle de contrariété des couleurs : elles sont fautives : Cousu inacceptable, avec enquerre sur enquerre !.                                          |

Le blason utilisé par la mairie sur ses documents officiels[Lequel ?] est différent de celui-ci.